# Мельник Макар Михайлович
Мельник Макар Михайлович (псевдо Кора, Кузьма; 1915, с. Городець, Володимирецький район, Рівненська область — 4 травня 1945, Ромейський ліс, Володимирецький район, Рівненська область) — командир загону ім. Коновальця ВО-1 «Заграва», лицар Золотого хреста бойової заслуги 1 класу.

## Життєпис
Освіта — середня спеціальна. За фахом — учитель. Старшина Червоної армії. 
Керівник Володимирецького районного проводу ОУН(б) (1942—1943). Організатор відділу самооборони в околицях Володимирця, який згодом увійшов до складу сотні УПА Григорія Перегійняка — «Коробки». Командир сотні УПА групи УПА «Заграва» (08.-09.1943), командир загону «ім. Коновальця» групи «Заграва», яка діяла на Сарненщині (09.1943-08.1944), командир «Стародубського» загону ЗГ УПА № 44 (08.1944-1945), керівник Білоруської округи ОУН ПСК «Одеса» (?-04.1945). 
Загинув у бою з облавниками.

## Нагороди
- Згідно з Наказом Головного військового штабу УПА ч. 4/45 від 11.10.1945 р. сотник УПА Макар Мельник — «Кора» нагороджений Золотим хрестом бойової заслуги УПА 1 класу.

## Вшанування пам'яті
- 13.10.2017 р. від імені Координаційної ради з вшанування пам'яті нагороджених Лицарів ОУН і УПА у м. Рівне Золотий хрест бойової заслуги УПА 1 класу (№ 005) переданий Євгенії Бірюк, двоюрідній внучці Макара Мельника — «Кори».